# CoPrint
CoPrint este o companie tipografică din România, parte a grupului MediaPro. A fost înființată în anul 1998, iar în iulie 2009 era a treia companie de printing din România. Printre clienții companiei CoPrint se numără ziarele Libertatea, Ziarul Financiar, ProSport și Cotidianul.
Cifra de afaceri în 2008: 17,3 milioane euro